# Kukawki (Wołomin)
Pour les articles homonymes, voir Kukawki.

Kukawki (prononciation : [kuˈkafki]) est un village polonais de la gmina de Jadów dans le powiat de Wołomin de la voïvodie de Mazovie dans le centre-est de la Pologne.
Il se situe à environ 9 kilomètres au nord-ouest de Jadów (siège de la gmina), 31 kilomètres au nord-est de Wołomin (siège du powiat) et à 53 kilomètres au nord-est de Varsovie (capitale de la Pologne).
Le village possède une population de 105 habitants en 2010.

## Histoire
De 1975 à 1998, le village appartenait administrativement à la voïvodie de Siedlce.